# Římskokatolická katedrála svatého Mikuláše (Kyjev)
Katedrála svatého Mikuláše (ukrajinsky Костел Святого Миколая, Будинок органної та камерної музики) je římskokatolická katedrála pro věřící katolíky západního obřadu v hlavním městě Ukrajiny Kyjev.

## Historie
V Kyjevě žila polská římskokatolická komunita od dob, kdy Kyjev patřil Polskému království. Zůstala zde žít i po připojení města Ruskému impériu. Postupně k ní přibyli i římští katolíci německé a jiné národnosti. Katedrála svatého Mikuláše se budovala v letech 1899 až 1909 v neogotickém architektonickém stylu podle plánů architektů S. V. Volonského, V. Gorodeckého a E. Saly. Budovala se podle vzoru středověkých gotických katedrál ze západní Evropy (Německo, Francie). Je výjimkou v prostředí sakrální východní (pravoslavné a řeckokatolické) architektury. Po nástupu komunistů k moci byla katedrála římskokatolické církvi ze správy odebrána. Velké škody utrpěla během druhé světové války v roce 1943 (osvobozenecké boje o Kyjev). Od roku 1978 se v rekonstruovaném chrámu konají varhanní koncerty.
Po roce 1990 usilovala Římskokatolická církev o vrácení katedrály do vlastních rukou. Od roku 1992 se v chrámu konají pravidelné bohoslužby v ukrajinském, ruském a polském jazyce. 25. června 2001 navštívil katedrálu papež Jan Pavel II. během své státní návštěvy Ukrajiny.
Budova katedrály utrpěla poškození během ruského raketového útoku na Kyjev 20. prosince 2024.